# Isole Maug
Le Isole Maug sono tre piccole isole disabitate dell'oceano Pacifico appartenenti alle Isole Marianne. 
Fanno parte della caldera di un vulcano sottomarino, il Supply Reef, posizionato circa 10 km a nordovest e collegato alle isole da una sella situata a circa 1800 metri di profondità.
Sono amministrate dalla municipalità Isole Settentrionali delle Isole Marianne Settentrionali.
Le isole sono:
| Isole                | Area (km²) | Altitudine (m) |
| -------------------- | ---------- | -------------- |
| Isola Settentrionale | 0.466      | 227            |
| Isola Orientale      | 0.951      | 215            |
| Isola Occidentale    | 0.711      | 178            |
| TOTALE               | 2.128      | 227            |